# Pareumenes violacea
Pareumenes violacea är en stekelart som först beskrevs av Schulthess 1903.  Pareumenes violacea ingår i släktet Pareumenes och familjen Eumenidae. Inga underarter finns listade i Catalogue of Life.